# 垂蜜鸟属
垂蜜鸟属是吸蜜鸟科的一個属。本屬物種均分布于澳大利亚，下屬五個物種。垂蜜鸟是体型较大的一类吸蜜鸟，除小垂蜜鸟外，其它三种在面颊或者颈部通常长有肉垂，故有时也称其为垂耳鸟或垂耳鸦。但与产自新西兰的垂耳鸦科鸟类并不是一类。

## 下屬物種
根據世界鳥類學家聯合會之名錄，現下屬。
- 灰颊垂蜜鸟 Anthochaera chrysoptera (Latham, 1801)
- 西方垂蜜鳥 Anthochaera lunulata Gould, 1838
- 红垂蜜鸟 Anthochaera carunculata (Shaw, 1790)
- 黄垂蜜鸟 Anthochaera paradoxa (Daudin, 1800)
- 王吸蜜鸟 Anthochaera phrygia (Shaw, 1794)

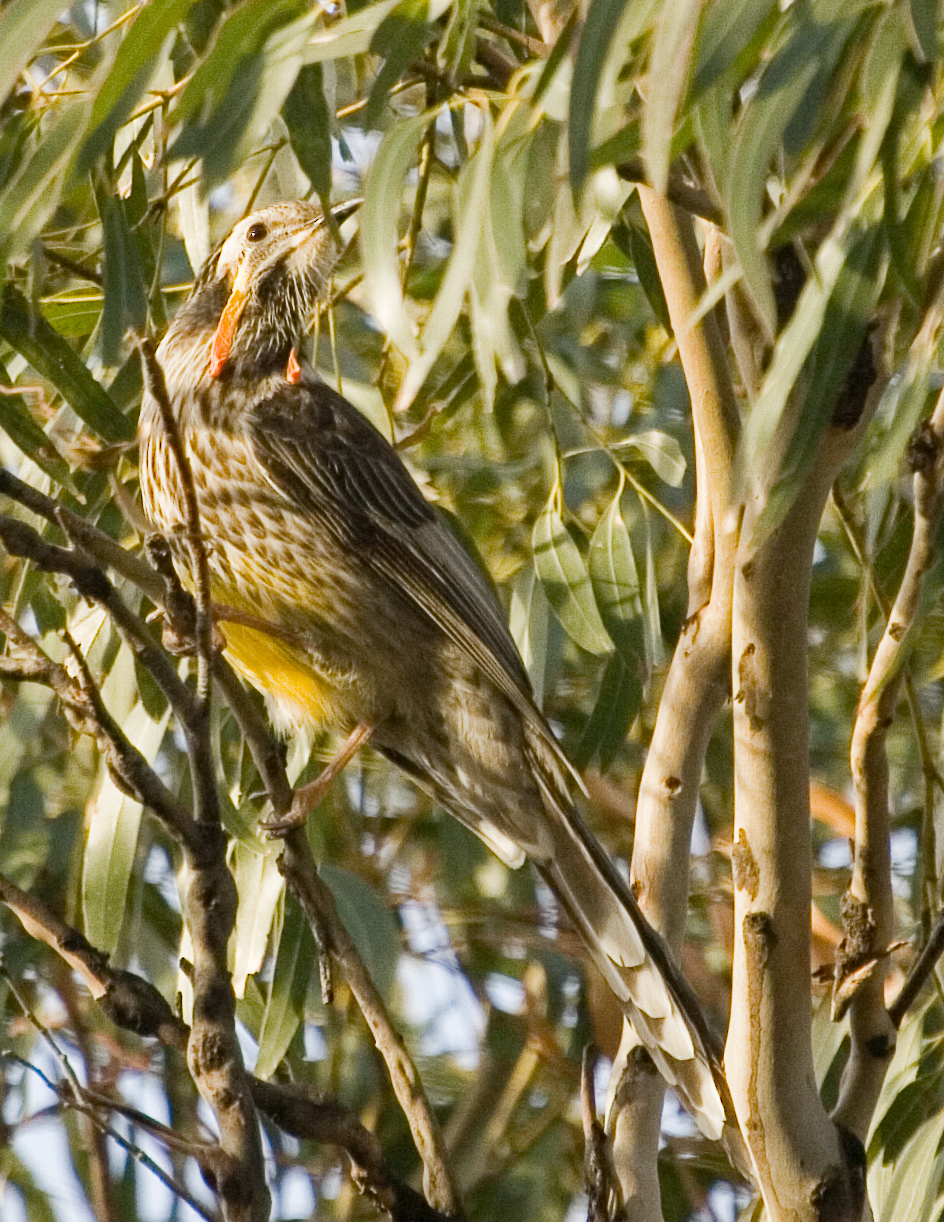
黄垂蜜鸟（Anthochaera paradoxa）
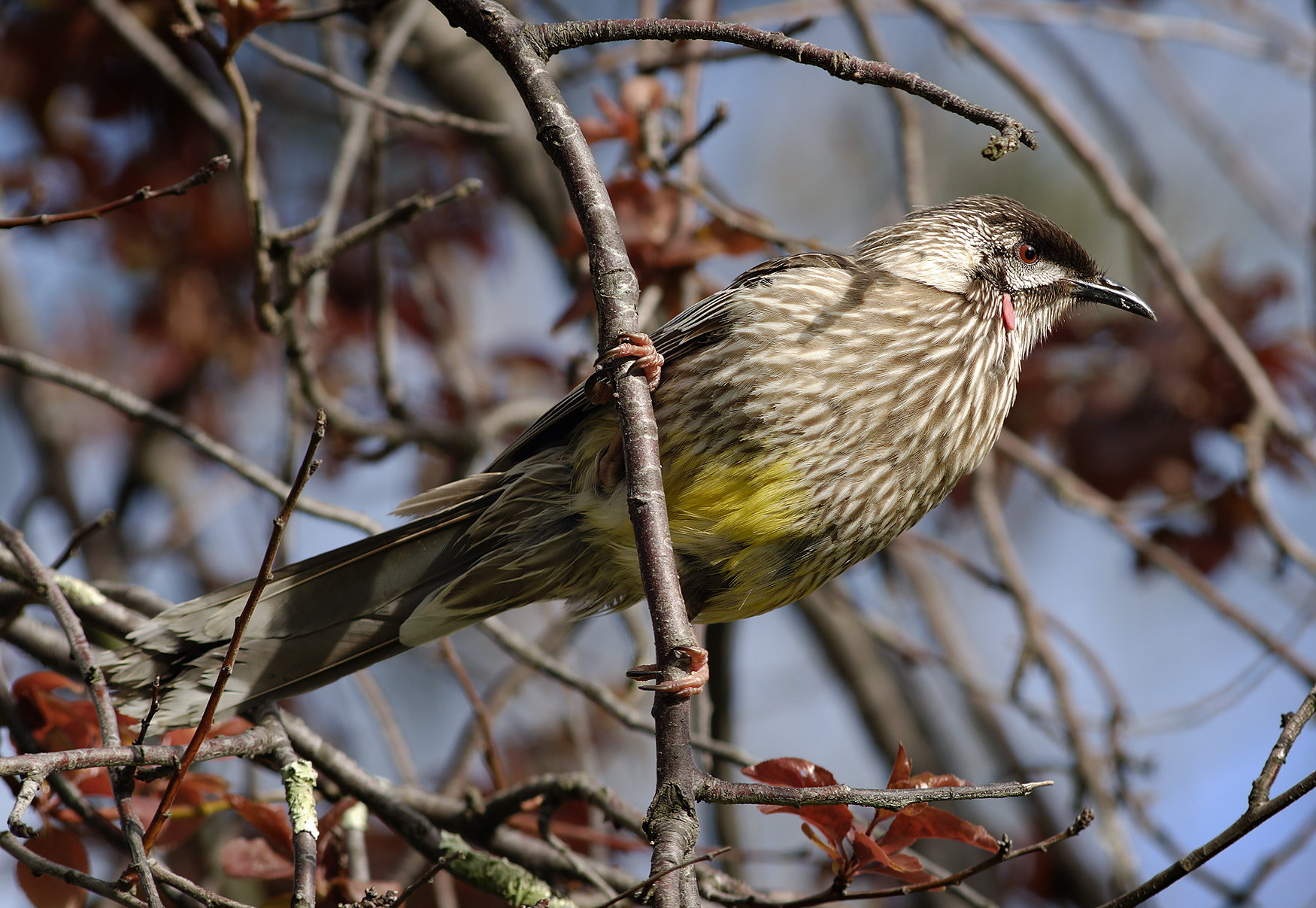
红垂蜜鸟（Anthochaera carunculata）

## 外部連結
- 维基共享资源上的相關多媒體資源：垂蜜鸟属
- 維基物種上的相關：垂蜜鸟属